# Municipio de Boonslick (condado de Howard, Misuri)
Boonslick Township es un municipio inactivo del condado de Howard, Misuri, Estados Unidos. Según el censo de 2020, tiene una población de 445 habitantes.
La subdivisión tiene un código censal Z1, que indica que no está en funcionamiento (non-functioning county subdivision).

## Geografía
Está ubicada en las coordenadas 39°4′17″N 92°52′18″O / 39.07139, -92.87167. Según la Oficina del Censo de los Estados Unidos, tiene una superficie total de 148.08 km², de la cual 142.23 km² corresponden a tierra firme y 5.85 km² son agua.

## Demografía
Según el censo de 2020, hay 445 personas residiendo en la región. La densidad de población es de 3.13 hab./km². El 92.4 % de los habitantes son blancos, el 0.2 % es afroamericano, el 0.7 % son de otras razas y el 6.7 % son de una mezcla de razas. Del total de la población, el 0.9 % son hispanos o latinos de cualquier raza.